# Yoshihiro Masuko
Yoshihiro Masuko (født 12. juli 1987) er en japansk fodboldspiller.